# Liste von Persönlichkeiten aus Castiglione d’Intelvi
Diese Liste enthält in Castiglione d’Intelvi geborene Persönlichkeiten und solche, die in Castiglione d’Intelvi ihren Wirkungskreis hatten, ohne dort geboren zu sein. Die Liste erhebt keinen Anspruch auf Vollständigkeit.

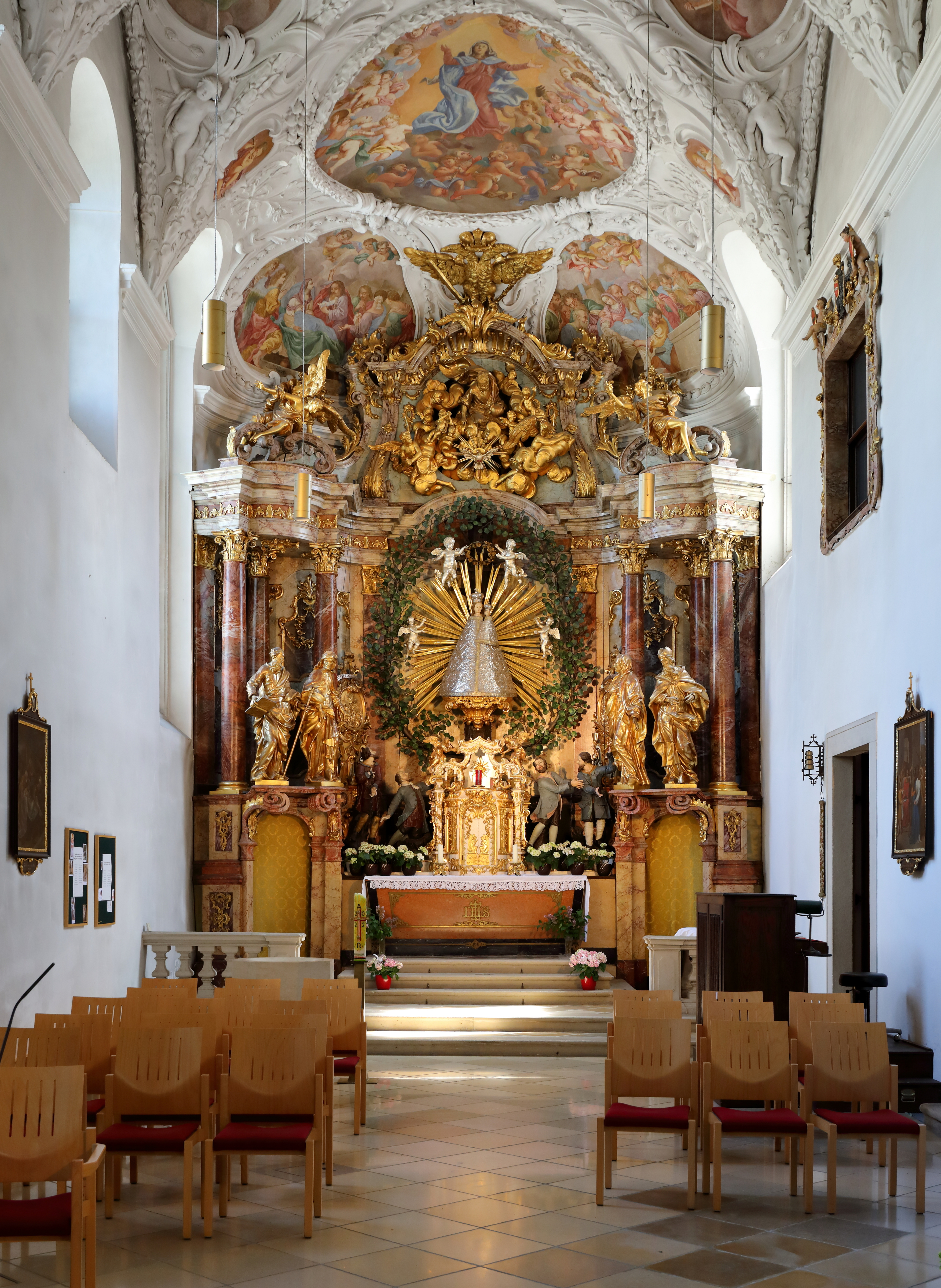
Domenico Piazoll; Stuckarbeiten im Chorraum der Pfarrkirche in Hietzing, 1686

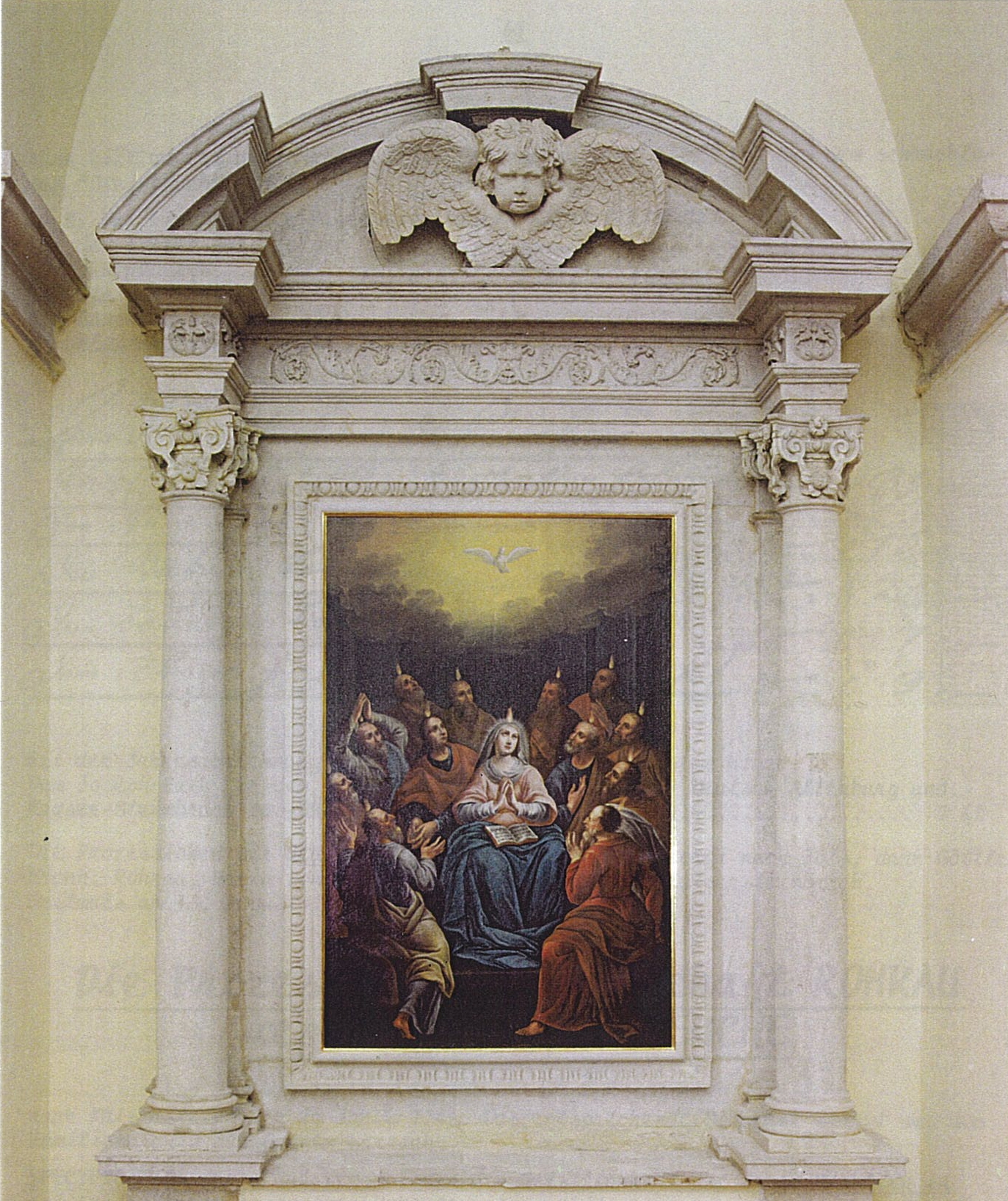
Ambrogio Regondi: Altar der Kaisersteinbrucher Kirche

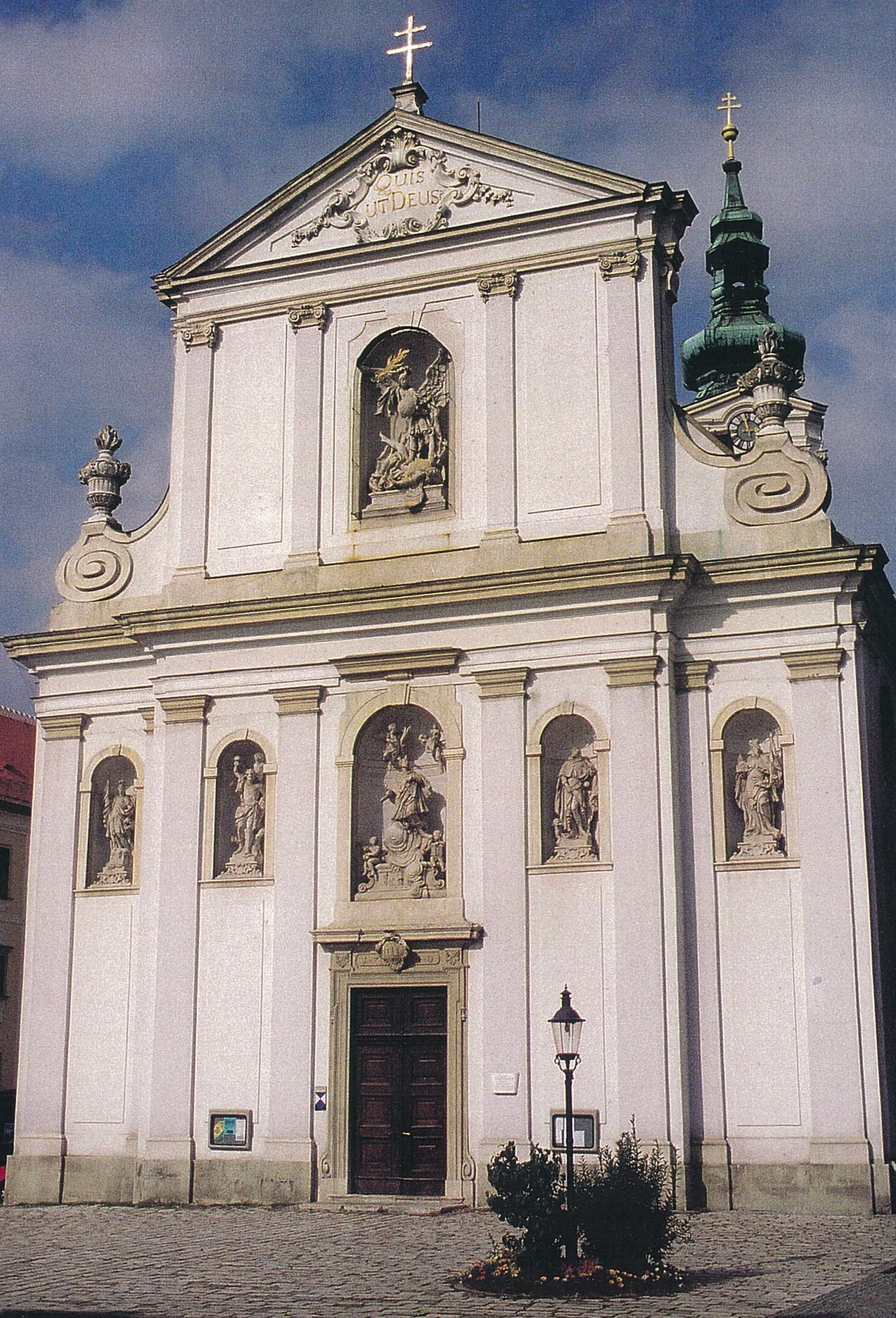
Johann Baptist Regondi: Fassade der Kirche von Bruck an der Leitha, 1742.

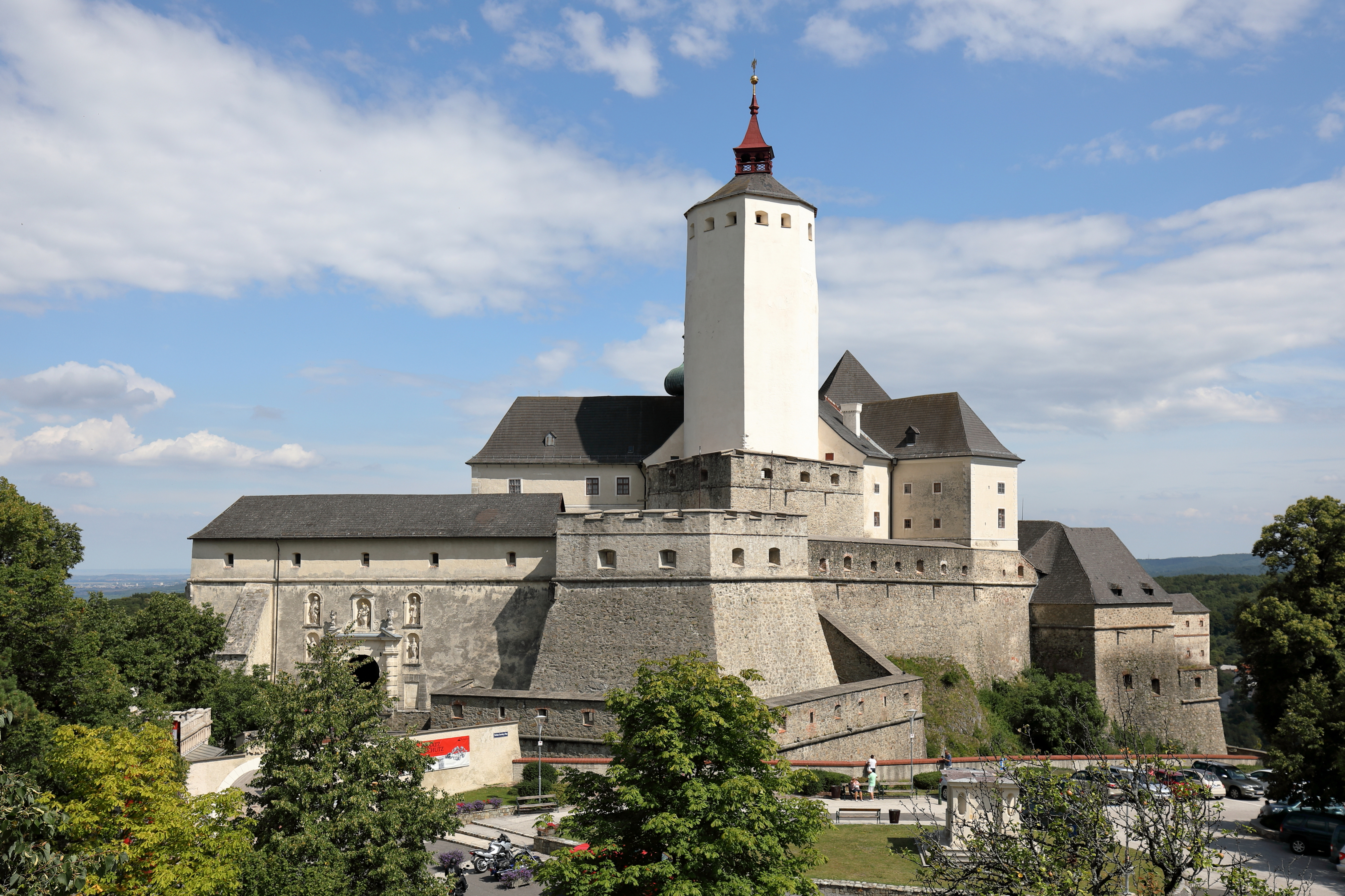
Simone Retacco: Burg Forchtenstein, 1634

## Persönlichkeiten
- Manfredo di Antonio (* um 1430 in Castiglione d’Intelvi; † nach 1471 in Rom), Baumeister[1]
- Florio da Bontà (* um 1450 in Montronio; † um 1500 ebenda `?), Architekt der Fassade von Dom zu Como[2][3]

- Künstlerfamilie Piazzoli[4][5]
  - Mattia Piazzoli mit Nachnamen auch Piazzoli, Piassall, Piassoll, Piazol (* um 1610 in Castiglione d’Intelvi; † 1670), Architekt in Dienste des Grafen Johann Baptist Verda von Verdenberg, baute den Kapuzinerkloster von Mödling und einen neuen Flügel des Schlosses von Krems an der Donau[5]
  - Francesco Piazzoli (* um 1612 in Castiglione d’Intelvi; † 7. Juli 1768 in Wien), Fortifikationswerkmeister[5]
  - Giovanni Piazzoli (* um 1645 in Mödling; † nach 1700 in Wien ?), Sohn des Matthias, Hofstuckateur stuckiert 1691 bis 1696 mit Antonio Aliprandi die Decke im südwestlichen Eckzimmer (eines der Kaiserzimmer) im 1. Stock des Gasttraktes im Stift Heiligenkreuz[6][4][5]
  - Domenico Piazoll (* um 1647–vor 1719), italienisch-österreichischer Stuckateur des Barocks
  - Francesco Piazzoli (* um 1655 in Castiglione d’Intelvi; † nach 1718 in Turin ?), Sohn des Carlo, Bildhauer, er arbeitete ab 1679 in Turin, im neuen Palast des Fürsten von Carignano[4][7]
  - Alessandro Piazzoli (* um 1680 in Castiglione d’Intelvi; † nach 1729 ebenda ?), Baumeister schuf zusammen mit dem Taubenmeister Andrea Marchese an der Basilika von Superga[8]
  - Giovanni Giorgio Piazzoli (* 1685 in Wien; † nach 1725 in Seitenstetten ?), Sohn des Domenico, Stuckateur; 1708 arbeitet er für das neue Kuratenhaus Maria Taferl, und 1722 ist er für das Stift Sankt Florian tätig, er fertigte von 1724 bis 1725 die Ornamentierung der Ostfront im Stiftsgebäude Seitenstetten an[9][4][5]

- Künstlerfamilie Ferretti[10][11]
  - Giovanni Battista Ferretti (* um 1625 in Castiglione d’Intelvi; † nach 1663 in Eisenstadt ?), Stuckateur. Er arbeitete für den Grafen Paul I. Esterházy de Galantha, im Schloss Esterházy (Eisenstadt). Dort schmückten er und Giovanni Rocco Bertoletti aus Verna 1671 sechs Zimmer mit Stuckaturen. Den 1663 begonnenen Bau des Schlosses leitete der Architekt Carlo Martino Carlone aus Scaria, der auch den Konzertsaal, heute Haydn-Saal genannt, entwarf, einen der schönsten und akustisch perfektesten der Welt[12]
  - Bernardo Ferretti (* um 1645 in Castiglione d’Intelvi; † nach 1691 in Buda), Bildhauer[11]
  - Giorgio Ferretti (* 1666 in Castiglione d’Intelvi; † 1735), Bildhauer, Vater von Carlo[13]
  - Giorgio Ferretti (* um 1685 in Castiglione d’Intelvi; † nach 1758 in Cremona ?), Bildhauer[14][11]
  - Carlo Ferretti (1689–nach 1737), Bildhauer und Stuckateur. Er arbeitete im Residenzschloss Ludwigsburg; im Kloster Ottobeuren (figürlicher Stuck im Kaisersaal, 1723–1726, und Nischenfiguren im Fürstenzimmer, 1724); und in der Residenz Ansbach[15][16]
  - Giovanni Bernardino Ferretti (* um 1695 in Buda; † 1713 ebenda), Sohn des Bernardo, Bildhauer[11]
  - Domenico Ferretti (1702–1774), Sohn von Carlo, Bildhauer, Stuckateur. Er arbeitete am Neuen Schloss in Stuttgart, im Residenzschloss Ludwigsburg und in der Residenz Ansbach.
  - Antonio Ferretti (* um 1705 in Castiglione d’Intelvi; † nach 1758 in Brescia ?), Sohn des Giorgio, Bildhauer, Holzschnitzler und Stuckateur in der Fraktion Folzano der Gemeinde Brescia[17][11]
  - Alessandro Ferretti (* um 1710 in Castiglione d’Intelvi; † nach 1748 ebenda), Maler, Autor der Verkündigung und anderer Gemälde im Oratorium von Restello bei Castiglione d’Intelvi, dann tätig um 1732 im Stockholmer Schloss[18][11][19]
- Künstlerfamilie Regondi
  - Ambrosius Regondi (1608–1681), Bildhauer in Kaisersteinbruch und im Schloss Esterházy in Eisenstadt
  - Giorgio Regondi (1616–1681), Bildhauer in Kaisersteinbruch und im Schloss Esterházy (Eisenstadt)
  - Sebastian Regondi (1662–1717), Sohn des Ambrosius, Bildhauer in Kaisersteinbruch und Steinmetzmeister des Barocks.
  - Johann Baptist Regondi (1703–1762) war Italiener, kaiserlicher Hofsteinmetzmeister und Bildhauer des Barocks.

- Simone Retacco (um 1600–1645), Hofbaumeister des Barock. Er gehörte auch zu der Gruppe der „Comasken“, die in Österreich tätig waren.
- Pietro Innocenzo Comparetti (* um 1680 in Castiglione d’Intelvi; † 1735 in Polen), Stuckateur.[20][21]
- Giovanni Battista Comparetti (* um 1700 in Castiglione d’Intelvi oder Pigra ?; † um 1750 ebenda ?), Stuckateur in Polen und im Oratorium Madonna del Restello in Castiglione d’Intelvi[22][23].
- Giovanni Battista Nolli (1701–1756), Ingenieur, Architekt, Kupferstecher und Kartograf.